# Jocelyne Mallet-Parent
 (août 2010).
Si vous disposez d'ouvrages ou d'articles de référence ou si vous connaissez des sites web de qualité traitant du thème abordé ici, merci de compléter l'article en donnant les références utiles à sa vérifiabilité et en les liant à la section « Notes et références ».
Jocelyne Mallet-Parent (né le 24 janvier 1951 à Tracadie au Canada) est une écrivaine canadienne.

## Biographie
Jocelyne Mallet-Parent vit à Tracadie pendant une trentaine d’années, puis elle s’installe en Gaspésie au Québec.
Elle obtient  une maîtrise en lettres de l’Université de Moncton en 1973, puis un diplôme d’études supérieures en 1974.  De 1973 à 2000, elle évolue dans le monde de l’éducation au Nouveau-Brunswick occupant les postes d’enseignante et de sous-ministre.  En 1993, elle devient correspondante nationale représentant le Nouveau-Brunswick à la CONFÉMEN, un organisme international regroupant les ministres de l’Éducation des pays de la Francophonie.  De plus, Jocelyne Mallet-Parent a travaillé comme chargée de projets pour le Bureau du sous-ministre de l’Éducation. 
En 2006, elle publie son premier roman, intitulé Sous le même soleil, qui remporte le Prix France-Acadie en 2007. Elle est  présidente du Regroupement des auteur(e)s de la Gaspésie.